# Lokalbahn Reutlingen–Eningen
| Ein Zug im Bahnhof Eningen Ort |                     |                                                  |                                                  |
| Streckenlänge: | 4,79 km             |                                                  |                                                  |
| Spurweite: | 1000 mm (Meterspur) |                                                  |                                                  |
| |                     |                                                  |                                                  |
| \| \| \| von Plochingen \| \| \| \| \| von Schelklingen \| \| \| \| 0,00 \| Reutlingen Staatsbahnhof \| Reutlingen Staatsbahnhof \| \| \| \| nach Gönningen \| \| \| \| \| nach Immendingen \| \| \| \| \| Reutlingen Albstraße \| \| \| \| \| ab hier auf eigener Trasse \| \| \| \| \| Rank \| \| \| \| \| zur Rollbockgrube \| \| \| \| \| Bahnstrecke Reutlingen–Schelklingen \| \| \| \| \| Eningen Kadel (Bedarfshalt) \| \| \| \| \| Eningen Spitzwiesen \| \| \| \| \| Mechanische Baumwollweberei Eningen unter Achalm \| \| \| \| \| Eningen Weberei \| \| \| \| 4,79 \| Eningen Ort \| Eningen Ort \| |                     |                                                  |                                                  |
| Strecke |                     | von Plochingen                                   | von Plochingen                                   |
| Abzweig geradeaus und ehemals von links |                     | von Schelklingen                                 | von Schelklingen                                 |
| Bahnhof · Kopfbahnhof Streckenanfang (Strecke außer Betrieb) | 0,00                | Reutlingen Staatsbahnhof                         | Reutlingen Staatsbahnhof                         |
| Abzweig geradeaus und ehemals nach rechts · Strecke (außer Betrieb) |                     | nach Gönningen                                   | nach Gönningen                                   |
| Strecke nach rechts · Strecke (außer Betrieb) |                     | nach Immendingen                                 | nach Immendingen                                 |
| Haltepunkt / Haltestelle (Strecke außer Betrieb) |                     | Reutlingen Albstraße                             | Reutlingen Albstraße                             |
| Strecke (außer Betrieb) |                     | ab hier auf eigener Trasse                       | ab hier auf eigener Trasse                       |
| Haltepunkt / Haltestelle (Strecke außer Betrieb) |                     | Rank                                             | Rank                                             |
| Abzweig geradeaus und nach links (Strecke außer Betrieb) |                     | zur Rollbockgrube                                | zur Rollbockgrube                                |
| Kreuzung (Strecken außer Betrieb) |                     | Bahnstrecke Reutlingen–Schelklingen              | Bahnstrecke Reutlingen–Schelklingen              |
| Haltepunkt / Haltestelle (Strecke außer Betrieb) |                     | Eningen Kadel (Bedarfshalt)                      | Eningen Kadel (Bedarfshalt)                      |
| Haltepunkt / Haltestelle (Strecke außer Betrieb) |                     | Eningen Spitzwiesen                              | Eningen Spitzwiesen                              |
| Betriebs-/Güterbahnhof Streckenanfang und quer (Strecke außer Betrieb) · Abzweig geradeaus und nach rechts (Strecke außer Betrieb) |                     | Mechanische Baumwollweberei Eningen unter Achalm | Mechanische Baumwollweberei Eningen unter Achalm |
| Haltepunkt / Haltestelle (Strecke außer Betrieb) |                     | Eningen Weberei                                  | Eningen Weberei                                  |
| Kopfbahnhof Streckenende (Strecke außer Betrieb) | 4,79                | Eningen Ort                                      | Eningen Ort                                      |

Die Lokalbahn Reutlingen–Eningen war eine als Nebenbahn konzessionierte meterspurige Schmalspurbahn, die im Stadtgebiet von Reutlingen als Dampfstraßenbahn betrieben wurde. Die 4,79 Kilometer lange Privatbahn nach Eningen unter Achalm wurde 1899 eröffnet und bildete 1912 den Grundstein für die elektrische Straßenbahn Reutlingen. In dieser Form existierte die Strecke noch bis 1974.
Während der Betreiber von einer Lokalbahn sprach, einer Konzessionsform, die es in Württemberg gar nicht gab, nannte der Volksmund sie Büschelesbahn beziehungsweise im lokalen schwäbischen Dialekt Büschelesbähnle, weil die Eninger mit ihr Reisigbüschel auf den Reutlinger Wochenmarkt transportierten. Das zusammengebundene dünnere Astwerk wurde dort als Heizmaterial an die Reutlinger Hausfrauen verkauft. Immer wieder wurde zudem behauptet, dass die Dampflokomotiven selbst mit diesem Material befeuert wurden.

## Geschichte

### Gescheiterte Projekte
Im 19. Jahrhundert konnte die Gemeinde Eningen von den Königlich Württembergischen Staats-Eisenbahnen weder beim Bau der 1859 eröffneten Bahnstrecke Plochingen–Immendingen noch beim Bau der 1892 eröffneten Echaztalbahn von Reutlingen nach Honau berücksichtigt werden. Der dafür nötige Umweg war den Planern jeweils zu weit. Zwar lag der spätere Reutlinger Südbahnhof auf Eninger Gemarkung und trug zunächst die Bezeichnung „Eningen u. A.“, jedoch war er zweieinhalb Kilometer von der Ortsmitte entfernt und befriedigte die Verkehrsbedürfnisse des Dorfes deshalb nicht. Als dieser eröffnet wurde, blieb die Eninger Bevölkerung deshalb aus Protest weitgehend fern, lediglich der Pfarrer und sieben Herren begrüßten die Ankunft des Sonderzuges.
Eine 1871 ausgleichsweise geplante Pferdebahn zwischen Ort und Bahnhof kam ebenfalls nicht zu Stande, weil diese Idee bei den Eningern keinen Anklang fand. Sie präferierten eine Direktverbindung in die Reutlinger Innenstadt. Ersatzweise schlugen sie 1875/1876 in einer Denkschrift vor, eine Verbindung von Reutlingen über Eningen als Teilstück einer strategischen Bahn zwischen Straßburg und Ulm zu errichten, aus der ebenfalls nichts wurde.

### Eningen übernahm die Initiative

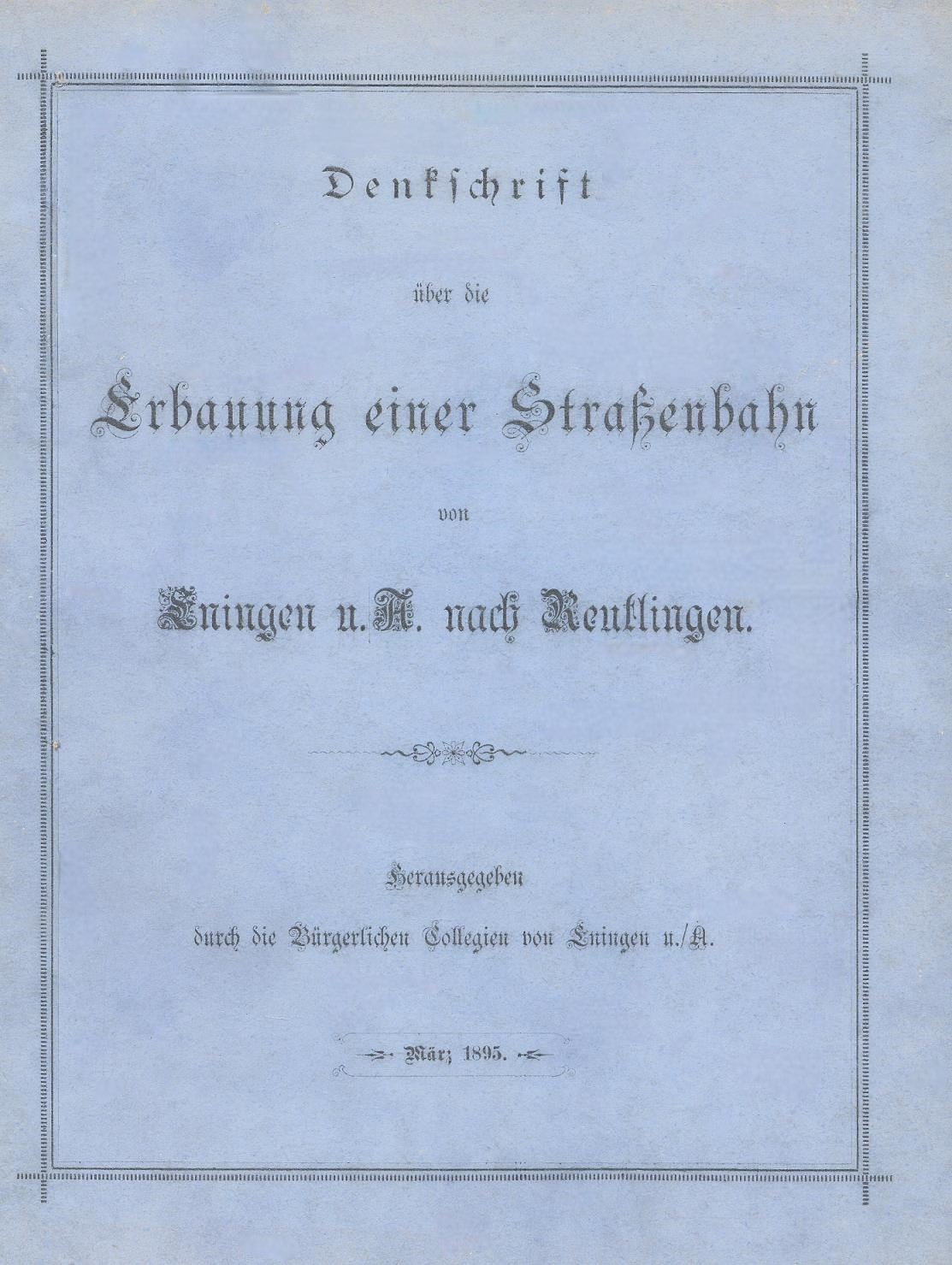
Titelblatt der Denkschrift von 1895

Um im Zuge der zunehmenden Industrialisierung den wirtschaftlichen Anschluss an die alte Reichsstadt Reutlingen nicht zu verlieren, vor allem jedoch um den Eninger Unternehmern ihre Arbeit zu erleichtern, gründeten daher im Herbst 1892 zwei Kaufleute, unter ihnen der Baumschulbesitzer Wilhelm Rall, und der Schultheiß das Eninger „Eisenbahnkomittee“. Dieses verfasste im März 1895 die „Denkschrift über die Erbauung einer Straßenbahn von Eningen u. A. nach Reutlingen“, herausgegeben durch die „Bürgerlichen Collegien von Eningen u./A.“ Die Eninger Krämer und Hausierer waren seinerzeit mit ihren Wollwaren und Stoffen überall in Süddeutschland und im angrenzenden Ausland unterwegs, sie sahen in der Bahn nach Reutlingen eine Anbindung an die große weite Welt. Abgesehen davon entwickelte sich Eningen durch die Industrialisierung zu einer Arbeiterwohngemeinde, damals gingen täglich 500 Personen zu Fuß nach Reutlingen und wurden als potentielle Fahrgäste betrachtet.
Doch erst am 3. Oktober 1898 erhielt die Localbahn Eningen – Reutlingen GmbH Ritter von Schwind vom württembergischen Staat eine Konzession für die geplante Verbindung. Der Innsbrucker Unternehmer Hermann Ritter von Schwind, Sohn des Malers Moritz von Schwind, konnte zuvor bereits mit dem Bau und Betrieb der 1891 eröffneten Lokalbahn Innsbruck–Hall in Tirol entsprechende Erfahrungen sammeln. Von den Baukosten sollte die Gemeinde 380.000 und Hermann Ritter von Schwind 200.000 Reichsmark übernehmen. Aufgrund schwieriger Grundstücksverhandlungen konnte jedoch nicht sofort mit dem Bau begonnen werden, vor allem, weil sich die Reutlinger Weingärtner im Bereich des späteren Haltepunkts Spitzwiesen nicht von ihren Schollen auf Eninger Gemarkung trennen wollten. Außerdem mussten der Stadt Reutlingen erst Straßenbenutzungsgenehmigungen abgerungen werden. So duldete die Stadt Reutlingen zunächst einmal nur die für die Bahn notwendigen Vermessungsarbeiten, die 1893 erfolgten. Der Baubeginn zögerte sich hingegen noch bis zum Sommer 1898 hinaus und erst im Februar 1899 wurden die ersten Gleise verlegt. In Eningen musste zuvor die Kegelbahn der Brauerei Leuze & Bazlen abgebrochen und der Leinsbach begradigt werden.
Kurz vor Fertigstellung sperrte die Gemeinde Eningen jedoch Hermann Ritter von Schwind den Kredit, weil es ihm nicht rechtzeitig gelang, den Gleisanschluss für die Mechanische Baumwollweberei Eningen unter Achalm G. m. b. H. fertigzustellen. Deren Fabrikgelände lag abseits der Trasse, jenseits der Reutlinger Straße. Daraufhin ließ der Innsbrucker Unternehmer die ursprünglich für den 15. September 1899 geplante Eröffnung platzen.

### Eröffnung
Erst am 1. November 1899 wurde die neue Strecke zwischen Reutlingen Staatsbahnhof und Eningen Ort eröffnet und ungefähr einmal stündlich bedient, jedoch nicht im Taktfahrplan. Betrieblicher Mittelpunkt war Eningen, wo sich ein Lokomotivschuppen befand. Dort fuhr der erste Zug morgens um 5:35 Uhr ab, der letzte abends um 21:35 Uhr. Güterverkehr fand zunächst nicht statt, jedoch wurde von Beginn an Post befördert. Die Dampflokomotiven durften bis zu fünf Personenwagen ziehen, normalerweise genügten aber zwei bis drei. Ab 1908 durften neun Wagen mitgeführt werden, jedoch war hierfür bei der leicht ansteigenden Fahrt in Richtung Eningen, hier waren etwa 80 Höhenmeter zu überwinden, eine zusätzliche Vorspannlokomotive erforderlich. In Richtung Reutlingen fuhren die Maschinen dabei immer mit dem Tender voraus, während in Richtung Eningen die Rauchkammertür vorne war.

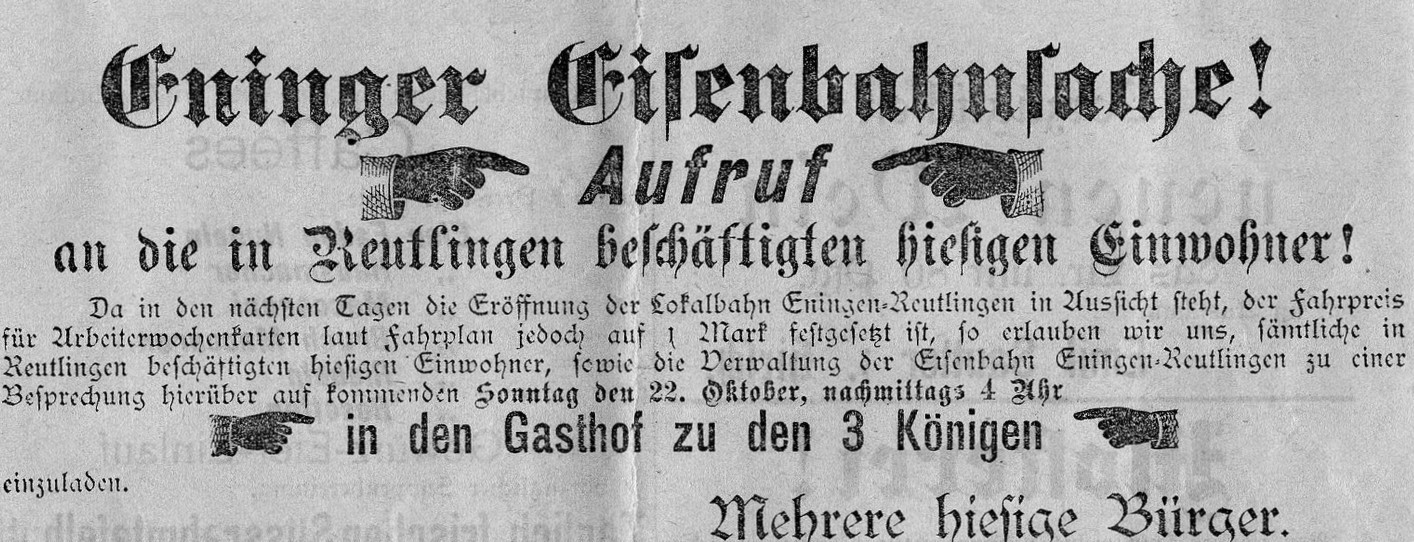
Aufruf zu einer Besprechung des Fahrpreises für Arbeiterwochenkarten im „Eninger Wochenblatt“ vom 22. September 1899
Diverse Fahrkarten der Lokalbahn
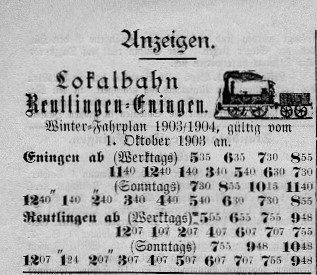
Winterfahrplan 1903/1904, damals verkehrten werktags elf und sonntags dreizehn Zugpaare

### Wirtschaftliche Probleme und Kommunalisierung

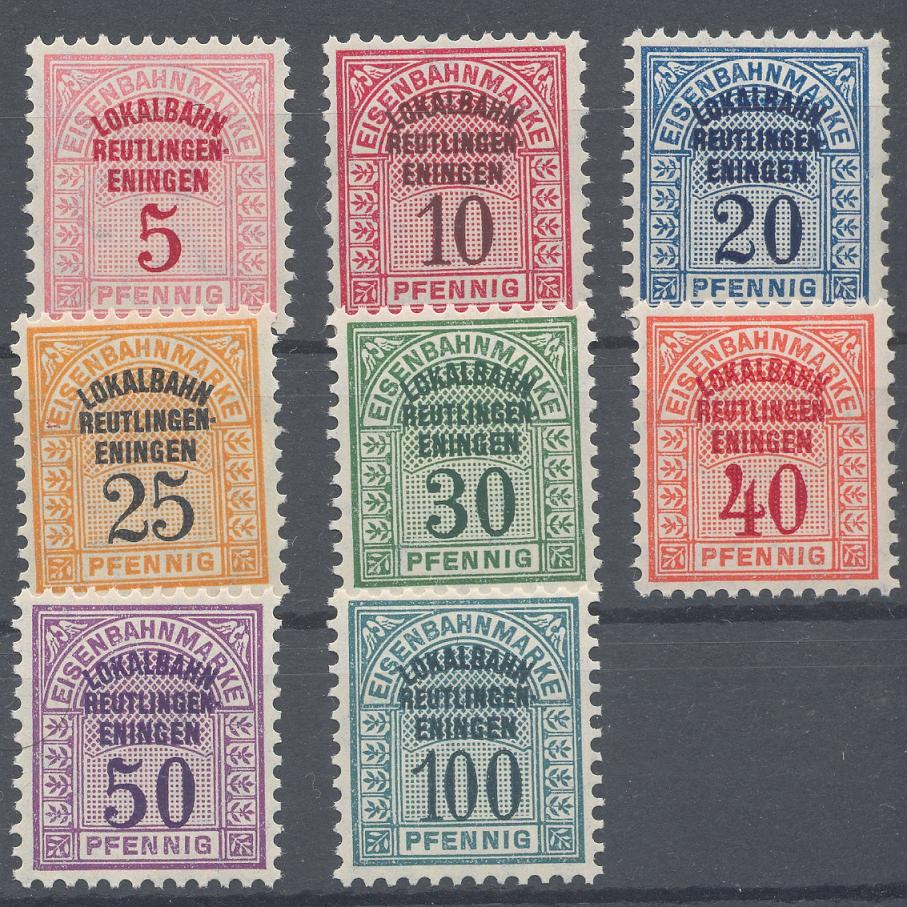
Eisenbahnmarken der Lokalbahn

Doch wurde die neue Bahn von Beginn an wenig genutzt und machte von Beginn an Verluste. Schon vor Eröffnung kam es zu Protesten wegen des hohen Tarifs. Insbesondere viele Arbeiter gingen nach wie vor zu Fuß zu ihren Fabriken nach Reutlingen, weil ihnen der Fahrpreis von 20 Pfennig je Strecke – vor allem als Wochenkarte – im Verhältnis zu ihren Lohn zu hoch war.
Im Laufe des Jahres 1900 gelang es Hermann Ritter von Schwind schließlich, den Güterverkehr auf Rollböcken aufzunehmen. Für die Übergabe der Güterwagen an die Staatsbahn existierte auf dem Vorplatz des Eninger Staatsbahnhofs eine Rollbockgrube. Eine zweite solche Anlage, nebst einem kurzen Stück Normalspurgleis, befand sich auf dem Areal des Bahnhofs Eningen Ort. Mit Hilfe dieser zweiten Grube konnten Normalspurgüterwagen an der dort befindlichen öffentlichen Ladestelle be- und entladen werden, während die Rollböcke selbst anderweitig Verwendung fanden. Der Güterverkehr war enttäuschend gering.
Aufgrund der geringen Frequenz seiner Bahn musste Hermann Ritter von Schwind schon 1902 Insolvenz anmelden. Er trat sie daher zum 1. Februar 1903 an die Gemeinde Eningen ab. Von dieser fühlte er sich getäuscht, weil sie ihn mit völlig veralteten Zahlen geködert hatte. Unter kommunaler Regie blieben die Verluste ebenfalls hoch. Weiterführende Pläne, die kurze und unrentable Strecke zu einer dampfbetriebenen Überlandbahn von Plochingen über Nürtingen, Metzingen, Eningen und Reutlingen nach Tübingen zu erweitern, scheiterten ebenfalls. Unabhängig davon gab die Betreibergesellschaft ab 1904 Eisenbahnmarken heraus.
So gab es schließlich ab 1906 Überlegungen für die Einführung einer elektrischen Straßenbahn. 1909 begannen hierzu Verhandlungen der Lokalbahnverwaltung mit der Württembergischen Eisenbahn-Gesellschaft (WEG) aus Stuttgart mit dem Ziel, die Eninger Strecke als Grundstein eines geplanten elektrischen Straßenbahnnetzes zu verkaufen. Die WEG bezahlte damals 210.000 Mark unter der Bedingung, dass die Stadt Reutlingen mit der Elektrifizierung und Erweiterung einverstanden sei. Querelen mit Pfullingen verhinderten zunächst die Umsetzung der Pläne. Erst am 20. April 1911 erfolgte die neue Konzession und am 21. Juni 1911 konnte der Verkauf abgeschlossen werden.

### Elektrifizierung und Integration in die Reutlinger Straßenbahn

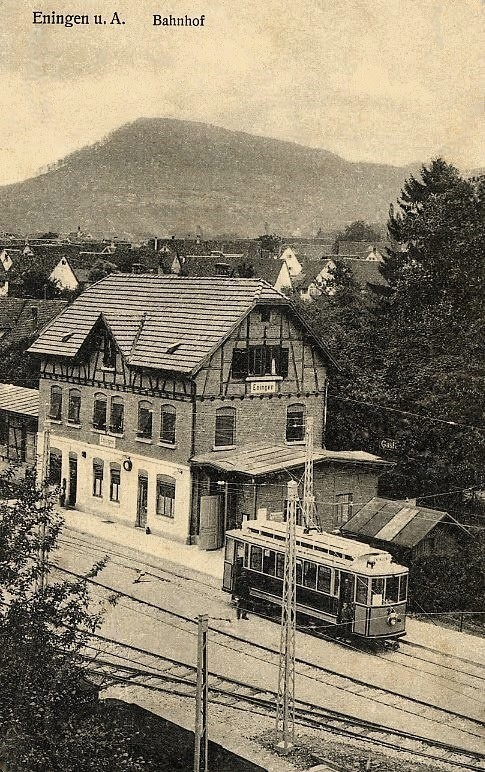
Ein Triebwagen der elektrischen Straßenbahn in Eningen, 1918

Die Württembergische Eisenbahn-Gesellschaft begann am 15. März 1912 mit der Verlängerung der Strecke in den Reutlinger Stadtteil Betzingen, gleichzeitig wurde die Strecke in Reutlingen von der Gartenstraße in die Wilhelmstraße verlegt und mit einer Oberleitung versehen. Diese 7,23 Kilometer lange Straßenbahn-Durchmesserlinie ging schließlich am 24. Juli 1912 in Betrieb. Der Reutlinger Hauptbahnhof blieb durch eine kurze Stichstrecke weiterhin an die Eninger Strecke angebunden. 1944 ging die Strecke Eningen–Betzingen in kommunalen Besitz über und erhielt die Liniennummer 1. Die letzte Straßenbahn erreichte Eningen schließlich am 19. Oktobers 1974, an jenem Tag wurde die Strecke nach Pfullingen und somit das Gesamtnetz stillgelegt beziehungsweise auf Omnibusbetrieb umgestellt.

## Streckenbeschreibung
Die Strecke nach Eningen hatte ihren Ausgangspunkt in der Bahnhofstraße, etwa auf Höhe der Einmündung der Kaiserstraße. Die Abfahrtsstelle lag parallel zu den Gleisen der Hauptbahn von Plochingen nach Immendingen, erst auf dem Listplatz, dem Vorplatz des Reutlinger Hauptbahnhofs, wandte sie sich in Richtung Innenstadt. Im weiteren Verlauf führte sie, noch auf Rillenschienen, durch die Gartenstraße zum Burgplatz und anschließend weiter durch die Albstraße. Albstraße war zugleich der Name des ersten Haltepunkts. Ab der Einmündung des Gartenwegs stand der Bahn eine eigene Trasse mit Vignolschienen entlang des Arbachs und abseits der Landstraße zur Verfügung. Am Eninger Staatsbahnhof, der erst am 1. Mai 1907 in Reutlingen Südbahnhof umbenannt wurde, kreuzte die Strecke die Echaztalbahn niveaugleich. Hierbei war die Gleiskreuzung als Besonderheit durch ein Flügelsignal der Staatsbahn gesichert. Dort befand sich ein weiterer Haltepunkt, der – abweichend von der Bezeichnung des Staatsbahnhofs – Rank hieß. Anschließend verlief die Bahn, weiterhin abseits der Straße, in südlicher Hanglage am Fuße des Reutlinger und Eninger Hausbergs Achalm bis zu ihrem Endbahnhof. Größere Kunstbauten waren nicht erforderlich, lediglich der Anschluss der Weberei erforderte eine kleine steinerne Brücke über den Leinsbach. Eine konstruktive Besonderheit des Gleises zur Weberei war die aufgrund des engen Radius dort eingerichtete Auflaufkurve.

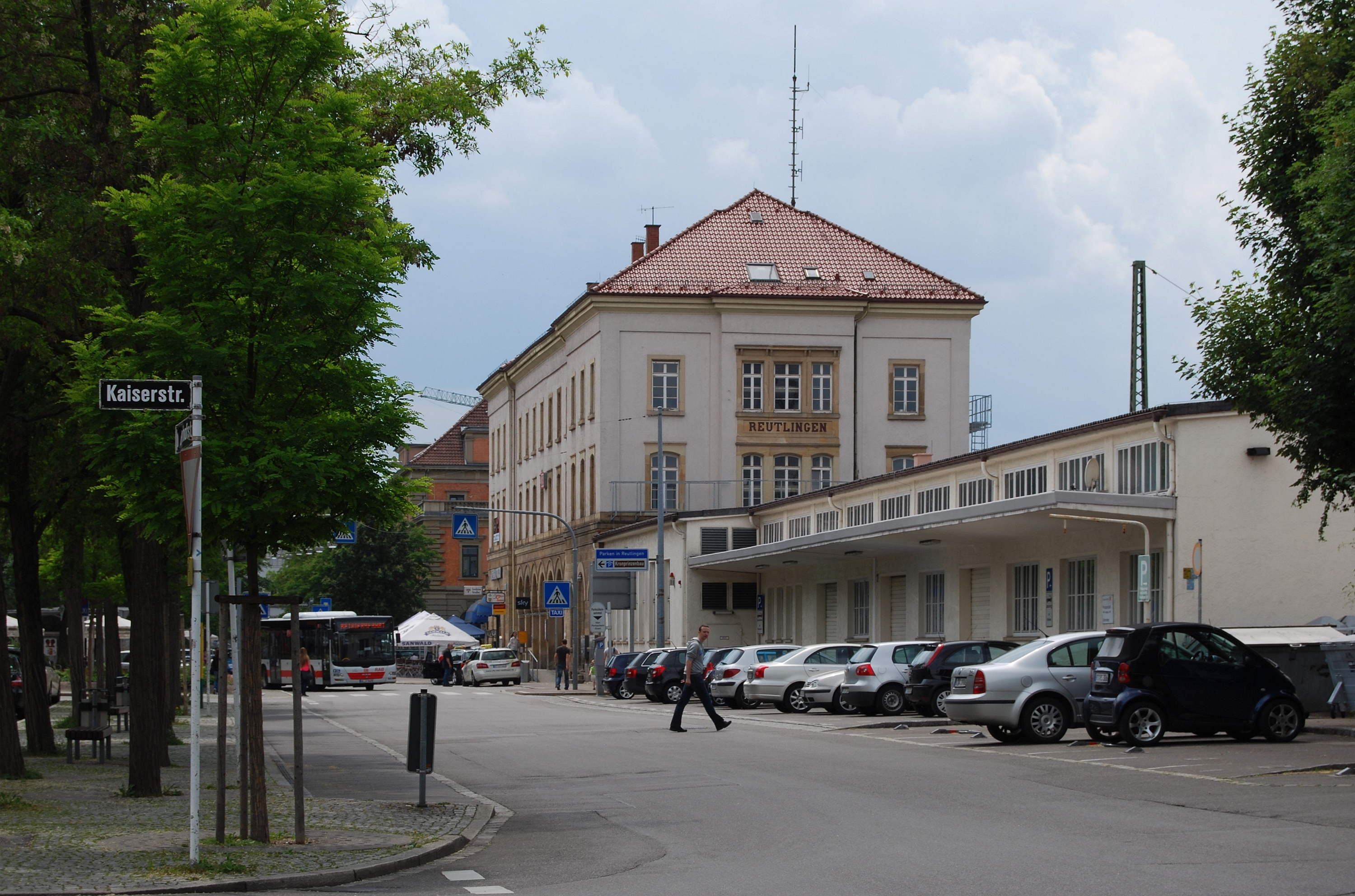
Die Abfahrtsstelle befand sich bei der Einmündung der Kaiserstraße in die Bahnhofstraße, parallel zu den Gleisanlagen der Staatsbahn
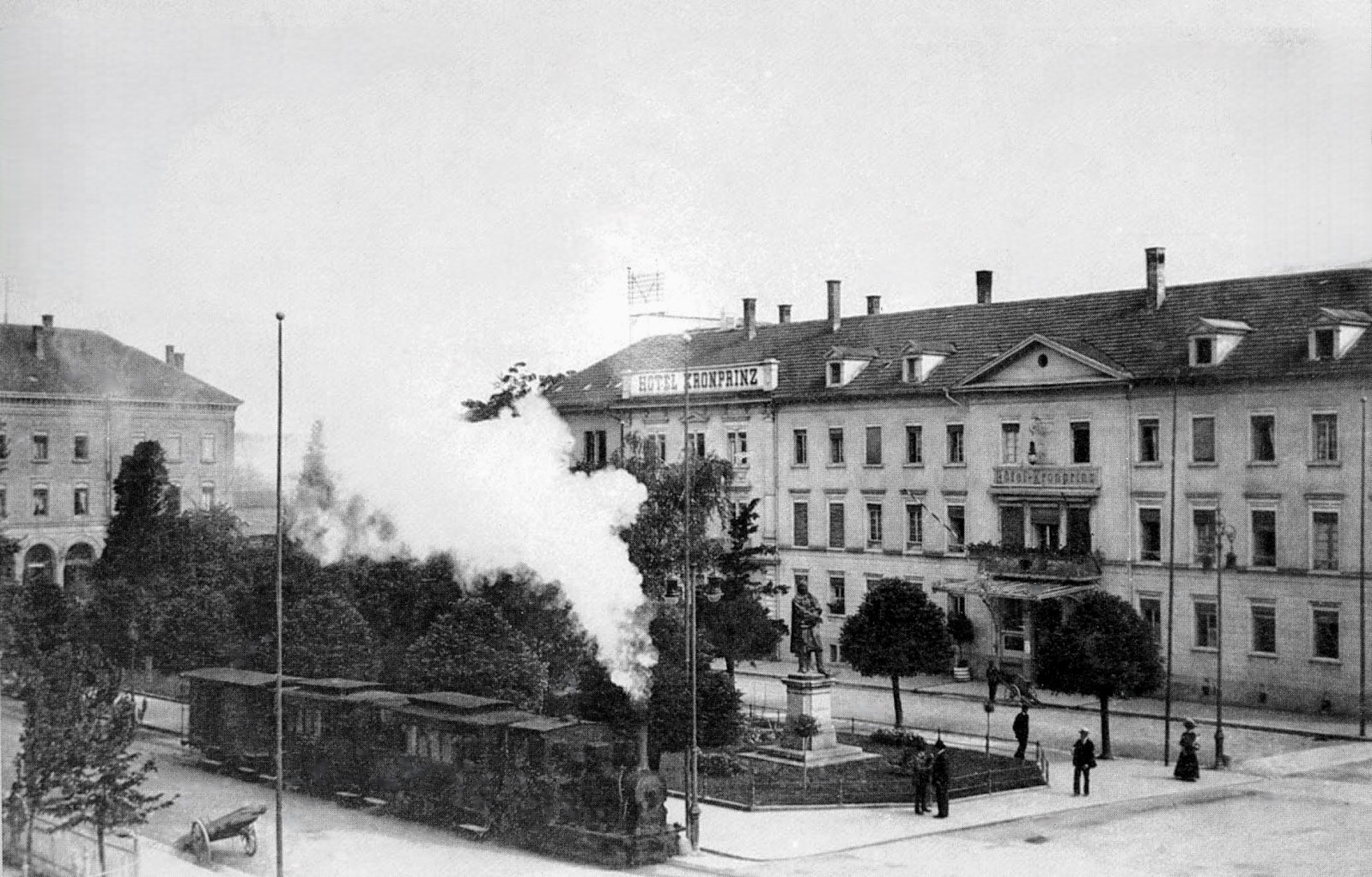
Ein Zug Richtung Eningen passiert den Listplatz, am linken Bildrand der Hauptbahnhof
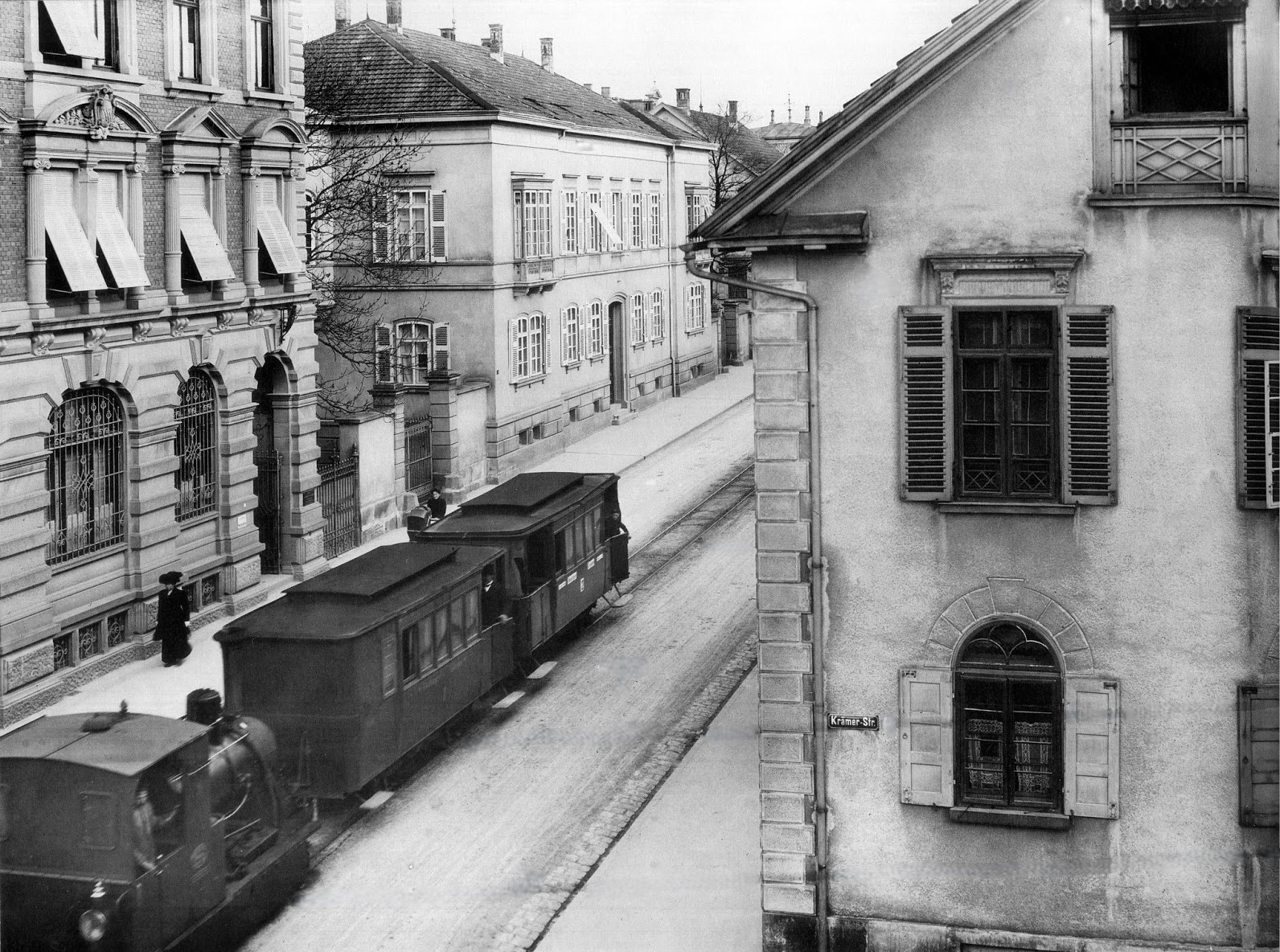
Ein Zug in der Reutlinger Gartenstraße, die verschlossene Einstiegsbühne zur Lokomotive hin dient der Postbeförderung
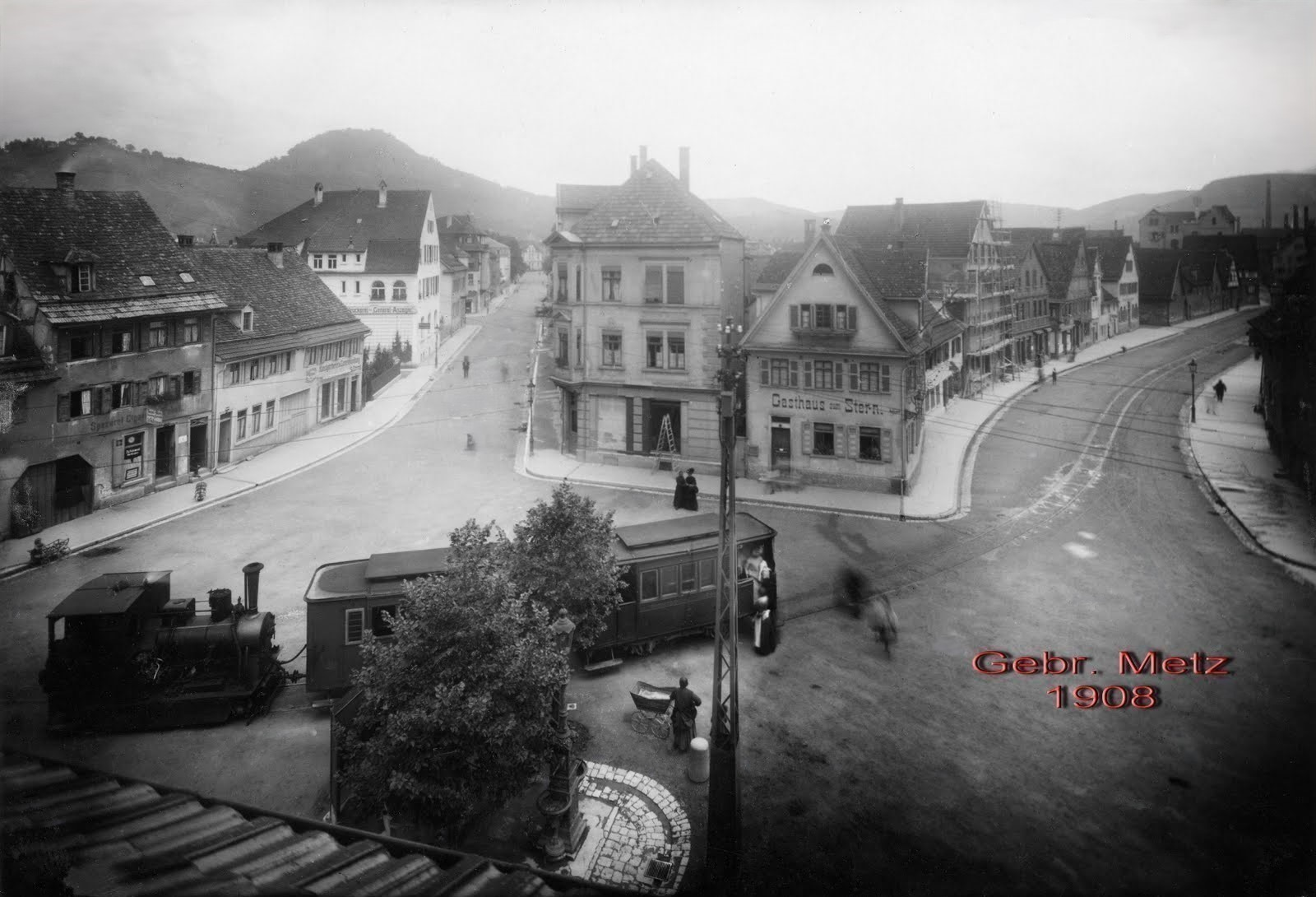
Ein Zug in Richtung Reutlingen Staatsbahnhof passiert den Burgplatz
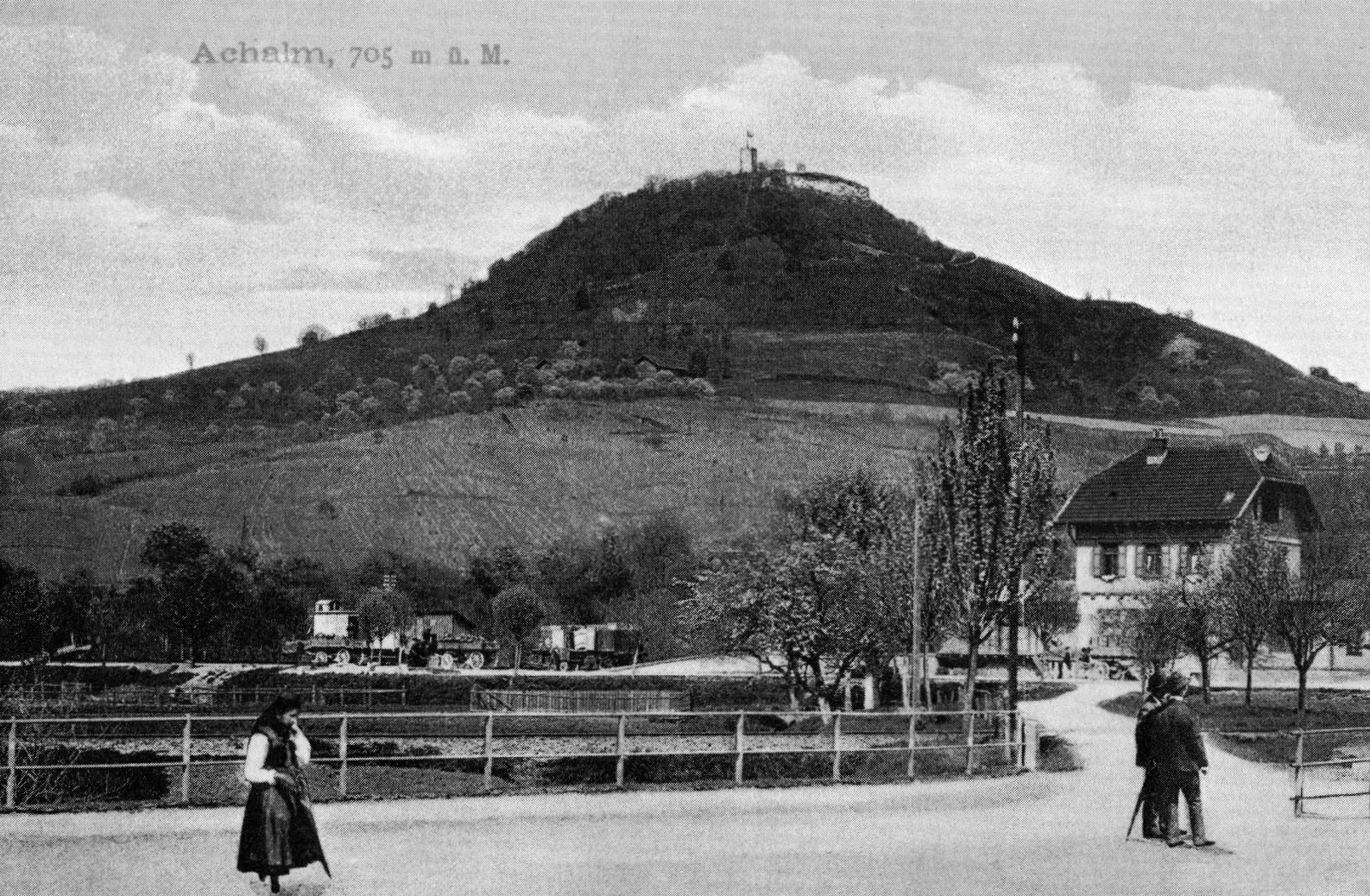
Beim Haltepunkt Rank, am rechten Bildrand der damalige Eninger Staatsbahnhof und spätere Reutlinger Südbahnhof
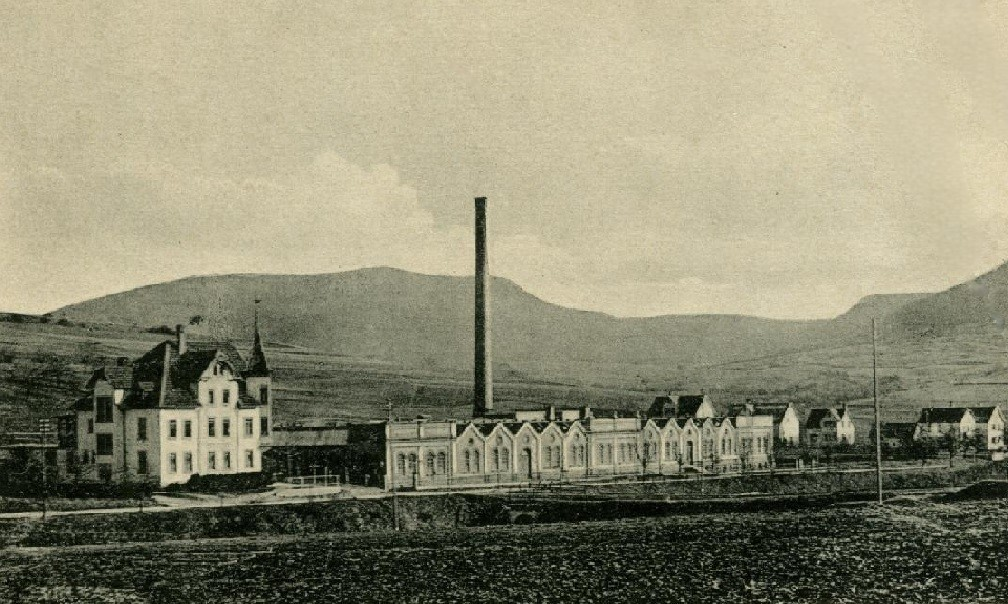
Das Anschlussgleis zur Eninger Weberei an der Reutlinger Straße, in Bildmitte die Brücke über den Leinsbach

## Fahrzeuge

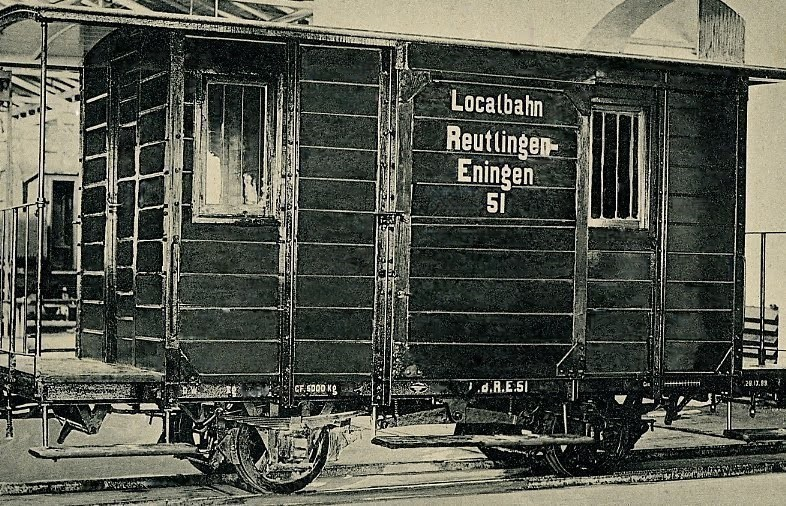
Stets ein Einzelgänger blieb der Gepäckwagen 51, hier auf einer Werksaufnahme des Jahres 1899

Der Lokalbahn standen drei kleine zweiachsige Dampflokomotiven der Münchner Lokomotivfabrik Krauss & Co. zur Verfügung, die analog zu klassischen Straßenbahnlokomotiven für ihren Einsatz im Reutlinger Stadtverkehr im Fahrwerksbereich teilweise verkleidet waren. Für die Fahrgastbeförderung existierten zehn ebenfalls zweiachsige Personenwagen mit offenen Plattformen. Sie trugen die Betriebsnummern 1 bis 10 und wurden von der Waggonfabrik Rastatt hergestellt. Ebenfalls von dort stammte der Gepäckwagen mit der Nummer 51, der vom Hersteller als „Bedeckter Güterwagen mit Lenkachsen“ beschrieben wurde. Zusätzlich besaß er Sitze für die Personenbeförderung, es handelte sich somit um einen sogenannten Fakultativwagen. Für den Güterverkehr besaß die Lokalbahn ansonsten diverse Rollböcke.
Während die Lokomotiven anlässlich der Elektrifizierung verkauft wurden, rüstete die WEG die Wagen für den elektrischen Betrieb um. Sie dienten, jetzt mit geschlossenen Plattformen, als Beiwagen für die neuen elektrischen Triebwagen. Zwei der Personenwagen von 1899 blieben erhalten, Wagen 2 als Teil eines Denkmalszugs auf dem Gelände der Stadtwerke Reutlingen und Wagen 7 im Technoseum in Mannheim.

## Relikte
Markantestes Relikt der Strecke ist das bis heute erhaltene Eninger Empfangsgebäude in der Bahnhofstraße 18 samt angeschlossenem Güterschuppen mit Laderampe, das Ensemble entspricht in seiner Bauweise einem typischen württembergischen Bahnhof. Das Gleisvorfeld selbst wurde im Bereich der Bahnhofseinfahrt mit einem Wohn- und Geschäftshaus überbaut. Der Bereich auf Höhe des Empfangsgebäudes dient als Parkplatz. Außerdem erinnern die Eninger Straßenbezeichnungen Bahnhofstraße und Auf dem Bahndamm bis heute an die frühere Schienenanbindung des Ortes. Die Bahntrasse zwischen dem ehemaligen Reutlinger Südbahnhof und dem früheren Haltepunkt Weberei dient heute als Fuß- und Radweg, darüber hinaus befindet sich auf dem Gelände der Eninger Weberei noch ein kurzer Gleisrest.